# Panambí
Panambí o Puerto Panambí es una localidad argentina de la provincia de Misiones, ubicada al sur del departamento Oberá. Panambí es también el nombre del municipio del cual es cabecera Puerto Panambí, e incluye a la localidad de Panambí Kilómetro 8, situada unos 5 kilómetros al noroeste de la cabecera, Paraje Sargento Cabral, a unos 5 km de la ruta 5, zona rural, caminos de tierra. Se accede a ambas localidades por la ruta Provincial 5 (asfaltada) que la lleva hasta Oberá, y por la ruta Provincial 2, que la comunica con San Javier y Alba Posse.
Panambí se encuentra a orillas del río Uruguay, en la frontera con Brasil. Un servicio de balsas la comunica con la localidad brasileña de Porto Vera Cruz. Esta conexión internacional fue vital para el crecimiento del pueblo en los últimos años; las comunidades de Vera Cruz y Panambí reclaman la construcción de un puente internacional
El cerro Mbororé, situado a pocos kilómetros de esta localidad, fue escenario el 11 de marzo de 1641 de la batalla de Mbororé, catalogada por el historiador Félix Luna como una de las más importantes acciones bélicas de la Argentina.
A comienzos del siglo XX comenzó la ocupación moderna de Panambí, cuando una compañía inglesa adquirió 50.000 hectáreas en esta zona durante 30 años. Al retirarse espontáneamente esta compañía, se ubicaron colonos en la zona, en su mayoría provenientes del Brasil, que aunque no contaban con títulos de la tierra (situación que todavía no se ha solucionado en su totalidad) comenzaron a cultivar principalmente yerba mate, tabaco, té; la ganadería también tiene alguna importancia. El 9 de diciembre de 1938 fue creada la Comisión de Fomento, preludio del municipio creado en 1946. Si bien en Panambí Kilómetro 8 se concentraron inicialmente aserraderos y otros establecimientos. La presencia de una aduana y la comunicación con Brasil impulsaron en los años 1990 el crecimiento de Puerto Panambí.

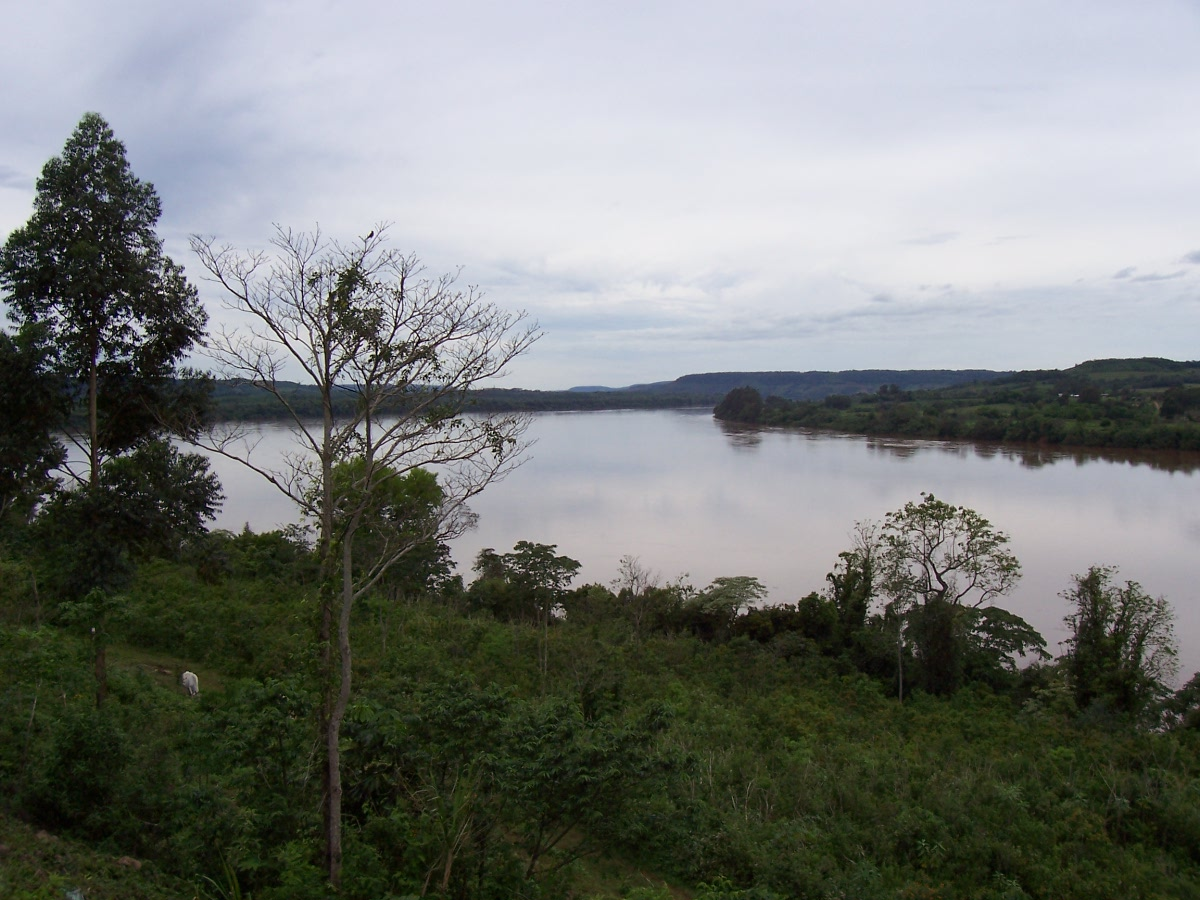
Vista del río Uruguay en las cercanías de Panambí.

Otra actividad importante es el turismo, entre cuyos atractivos se pueden mencionar el bello salto Paca y el camping de Puerto Sánchez.

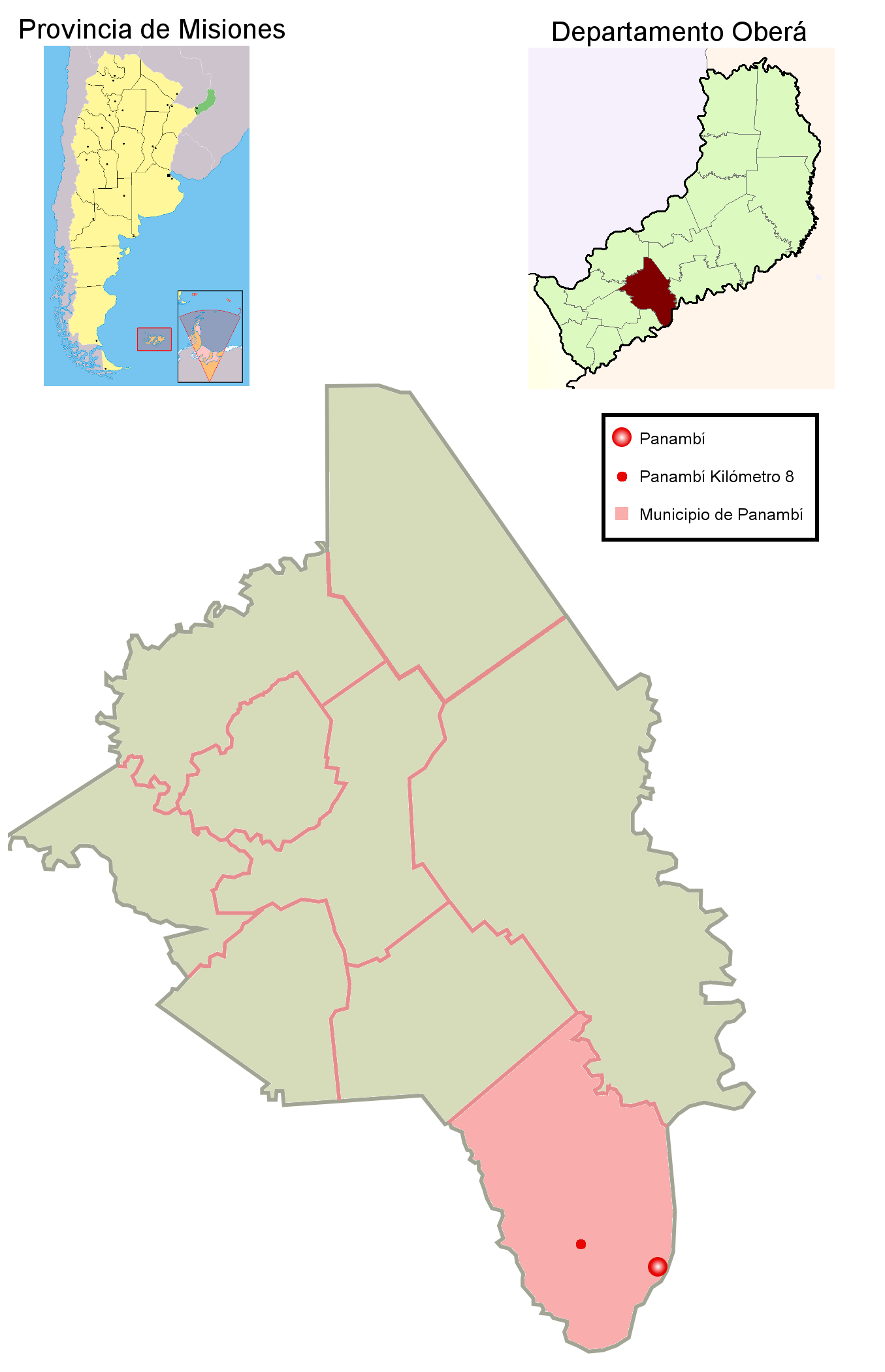
Mapa con el área del municipio de Panambí en el departamento Oberá, la cabecera y la localidad de Panambí Kilómetro 8.

Unos 10 km aguas arriba de Panambí se ha proyectado construir una represa sobre el río Uruguay, que llevaría el nombre de Panambí.

## Toponimia
Panambi es una palabra guaraní que significa mariposa.

## Población
El municipio cuenta con una población de 6475 habitantes, según el censo del año 2022 (INDEC). El pueblo de Panambí contaba con 1005 habitantes (Indec, 2001), lo que más que duplica los 469 habitantes (Indec, 1991) del censo anterior.